# Тинке, маленькая волчица
«Тинке, маленькая волчица» (дат. Ulvepigen Tinke) — датский детский фильм 2002 года. Фильм снят по мотивам романа «Голодный ребёнок» (дат. Hungerbarnet) Сесиль Бёдкер.

## Сюжет
Дания 1850 год: 11-летний мальчик по имени Ларус который работает пастухом, находит в лесу девочку 8-ми лет по имени Тинке, грязную, голодную и одичавшую, которая живёт одна с тех пор как умерла её мать. Тинке нехотя приводит Ларуса к себе домой, где он с ужасом обнаруживает, что тело матери Тинке не было захоронено, и Тинке уговаривает его помочь ей похоронить маму. После того, как девочка стала доверять ему, он убедил её прийти на ферму, где он работает. Жена фермера приводит Тинке в порядок и хочет оставить её у себя, но фермер настаивает на том, чтобы отвести Тинке к приставу. Пристав пытается узнать имена родителей Тинке, но она не помнит их, и он приказывает отправить её в работный дом, но Тинке сбегает и возвращается на ферму. Некоторое время Тинке живёт на ферме, она рассказывает Ларусу о том, что перед смертью мать велела ей найти бабушку с дедушкой, а доказательством её принадлежности к семье был кулон её матери. Когда она вспоминает имя своей матери, находятся её бабушка и дедушка со стороны матери, люди из богатой семьи, и забирают Тинке к себе, в то же время девочка теряет кулон своей матери. Семья радушно встречает девочку, однако дедушка не верит что Тинке его внучка, и более того, он верит, что его дочь жива и уехала в Америку. Не выдержав, он отвозит Тинке в близлежащую бедную деревушку у реки, где живут родственники её отца. Но Ларус, который по настоянию Тинке сбежал с фермы вместе с ней, находит её кулон, и показывает его её деду, после чего у него не остаётся сомнений в том, что она его внучка, но Тинке отказывается возвращаться с дедом домой и решает остаться вместе с Ларусом в деревне у родственников своего отца.

## В ролях
- Сара Юэль Вернер — Тинке
- Петер Йеппе Хансен — Ларус
- Лисбет Даль — жена фермера
- Эрик Ведерсо — фермер
- Бирте Нойманн — Элизабет, бабушка Тинке
- Бент Мейдинг — Германн, дедушка Тинке
- Йонас Оскарссон — Хартад
- Карин Рёрбек — Марта, мать Тинке
- Мортен Норби — Торкилл, отец Тинке
- Кьельд Нёргор — пристав
- Лотте Андерсен — Луиза
- Пелле Коппель — Эрик
- Трине Паллесен — Софи
- Сара Боберг — Астрид
- Бодиль Сангилл — Катинка, бабушка Тинке